# Rudolf Mühleisen
Rudolf Mühleisen (* 25. Juni 1934) ist ein ehemaliger deutscher Fußballspieler. 

## Karriere
Rudolf Mühleisen kam von der SKG Hedelfingen 1955 zu den Stuttgarter Kickers, für die er insgesamt 21 Spiele in der Oberliga Süd bestritt und dabei 7 Tore erzielte. 1957 wechselte er zum Ligakonkurrenten BC Augsburg, mit dem er 1960 aus der Oberliga Süd abstieg. Nach einer Spielzeit in der II. Division wechselte der gelernte Schlosser 1960 zum BC Aichach und wurde ein Jahr später Spielertrainer beim TSV 1896 Rain.